# Chris Kyle
Chris Kyle, celým jménem Christopher Scott Kyle (8. dubna 1974 Odessa – 2. února 2013 Erath County), byl americký voják, člen Navy SEALs. Patřil k nejúspěšnějším odstřelovačům v historii ozbrojených sil Spojených států. Ve válce v Iráku dosáhl během 4 operačních turnusů celkem 260 zásahů, z toho 160 zásahů Pentagon oficiálně potvrdil.
V námořnictvu Spojených států amerických sloužil v letech 1999–2009. V tomto období se účastnil čtyř misí v Iráku. Během druhé bitvy o Fallúdži dosáhl 40 zásahů. Během působení v Ramádí, kde byl protivníky přezdíván jako Szajtan ar-Ramadi (Ďábel z Ramádí), na něho byla i vypsána odměna za jeho dopadení, nejdříve $20 000 a později $80 000. Během misí byl dvakrát zraněn a šestkrát přežil blízký výbuch miny. Jeden z jeho největších úspěchů bylo zneškodnění nepřátelského odstřelovače na vzdálenost 1920 metrů. Byl několikrát oceněn medailí za statečnost, dvakrát mu byla udělena Stříbrná a pětkrát Bronzová hvězda.
V roce 2009 opustil americké námořnictvo a spolu s manželkou a dvěma dětmi se usadili v Texasu. Po odchodu ze služby vedl bezpečnostní firmu Craft International, která poskytuje výcvik pro odstřelovače a bezpečnost. V roce 2012 vydal autobiografickou knihu Americký sniper.

## Smrt
Byl zastřelen 2. února 2013 na ranči Rough Creek v texaském Glen Rose. Vrahem byl voják Eddie Ray Routh, který trpěl posttraumatickou stresovou poruchou. Spolu s ním Eddie Ray Routh zastřelil i jeho přítele a bývalého vojáka Chada Littlefielda. Kyle je pohřben v texaském Austinu. V roce 2014 byl podle Kyleovy autobiografie natočen stejnojmenný válečný film Americký sniper, režírovaný Clintem Eastwoodem, který získal Oscara za nejlepší zvuk a byl nominován v dalších 5 kategoriích včetně nejlepšího herce v hlavní roli – Bradley Cooper, nejlepší scénář a nejlepší film. 2. února 2015, přesně 2 roky po Kyleově vraždě, vyhlásil guvernér státu Texas Greg Abbott tento den „Dnem Chrise Kylea“.